# Čirč
Čirč este o comună slovacă, aflată în districtul Stará Ľubovňa din regiunea Prešov. Localitatea se află la altitudinea de 510 m deasupra n.m., se întinde pe o suprafață de 20,19 km2 și în 2017 număra 1.295 de locuitori.

## Istoric
Localitatea Čirč este atestată documentar din 1243.

## Demografie
| An:                | 1994 | 2004    | 2014   | 2024    |
| ------------------ | ---- | ------- | ------ | ------- |
| Număr de persoane: | 1014 | 1155    | 1259   | 1437    |
| Diferență:         |      | +13,90% | +9,00% | +14,13% |

| An:                | 2023 | 2024   |
| ------------------ | ---- | ------ |
| Număr de persoane: | 1410 | 1437   |
| Diferență:         |      | +1,91% |